# Kanadska konoplja
Kanadska konoplja (indijska konoplja, lat. Apocynum cannabinum), tropska i suptropska biljka iz porodice Apocynaceae (kojoj pripadaju i oleander, te veliki i mali zimzelen). U Americi je ova biljka poznata pod mnoštvom lokalnih narodnih imena, medju kojima su i "indian hemp" (indijska konoplja) i "wild cotton" ("divlji pamuk"), iako nije ni u kakvom srodstvu ni s pamukom, niti s konopljom (pa ni s indijskom konopljom, poznatijom kao marihuana).
Raširena je po Sjevernoj Americi  (Kanada i SAD). Unatoč ozbiljnim pitanjima sigurnosti, korijen kanadske konoplje se koristi za liječenje artritisa, astme, kašlja, nadutosti i sifilisa.

## Opis
Takozvana “indijska konoplja”, u Sjevernoj Americi također nazvana Hemp Dogbane, (vrsta Apocynum cannabinum), sjevernoamerička je biljka iz porodice Apocynaceae (red Gentianales). To je razgranata trajnica koja naraste do 1,5 m (5 stopa) u visinu i ima glatke nasuprotne listove i male zelenkasto bijele cvjetove. Indijanci su koristili vlakna iz stabljike za izradu torbi, prostirki, mreža i užadi. Njezin mliječni sok, odnosno lateks, daje gumu, a osušeni korijeni indijske konoplje i srodne biljke (A. androsoemifolium) čine lijek koji djeluje kao stimulans srca. Prava konoplja (Cannabis sativa) ponekad se naziva i indijska konoplja.
- A. cannabinum
- A. cannabinum
- A. cannabinum